# Oberweißbach/Thür. Wald
Oberweißbach/Thür. Wald is een plaats en voormalige gemeente in de Duitse deelstaat Thüringen, en maakt deel uit van het district Saalfeld-Rudolstadt.

## Geschiedenis
De gemeente maakte deel uit van de Verwaltungsgemeinschaft Bergbahnregion/Schwarzatal tot deze op 1 januari 2019 fuseerde met de Verwaltungsgemeinschaft Mittleres Schwarzatal. Oberweißbach/Thür. Wald fuseerde met Mellenbach-Glasbach en Meuselbach-Schwarzmühle tot de gemeente Schwarzatal, die de hoofdplaats werd van de nieuwe Verwaltungsgemeinschaft. Zie verder onder Schwarzatal.